# Robin DR-400
ДР-400 (фр. Robin DR-400) — французский учебно-тренировочный самолет, пришедший на смену самолету ДР-300 в авиаклубах.

## Описание
Robin DR400 был выпущен в 1972 году как развитие серии ДР300. По сравнению с последним, двумя основными отличиями DR400 являются более широкая кабина на уровне плеч и сдвижной вперед козырек, новая концепция, представленная на Robin HR-1 в 1969 году, созданная для замены дверей, имевшихся в более ранних сериях. Крылья имеют конфигурацию «коленчатого крыла», обеспечивающую стабильное крейсерское движение и более безопасные сваливания. Приборная панель также более четкая и приподнятая, чем на предыдущих моделях, что облегчает считывание показаний прибора.
Основное различие между моделями DR400 заключается в двигателе, поскольку кабина остается идентичной в разных версиях. Маломощные модели мощностью до 120 л. с. называются «2 + 2», они могут перевозить 2 взрослых и 2 детей (или трех взрослых). Все остальные модели четырёхместные, их двигатель мощностью 180 л. с. может перевозить 4 пассажиров, с полным топливным баком и багажом.
Конструкция самолета старая, она состоит из деревянного полотна с низким, двугранным крылом. Низкое крыло обеспечивает хорошую видимость окрестностей самолета. Это тот же тип дерева и ткани, что и у крыльев самолета Jodel. Шасси не убираются, трехколесного типа, что облегчает руление, взлет и посадку, чем обычные шасси.
ДР400 широко представлен во Франции, эксплуатируясь в качестве учебного самолета в летных школах и арендуемого самолета для летных клубов. В 2019 году французские авиаклубы эксплуатировали 864 модели ДР300 и ДР400 из 2394 учебных и арендованных самолетов, доступных по всей стране.
Производство ДР400 прекратилось в 2014 году, его заменили на модель ДР401.

## Технические характеристики
|                                  | Dauphin 2+2    | Dauphin 4      | Major          | Régent         | Remo 180       | Remo 200        |
| -------------------------------- | -------------- | -------------- | -------------- | -------------- | -------------- | --------------- |
| Размах крыла (м)                 | 8,72           | 8,72           | 8,72           | 8,72           | 8,72           | 8,72            |
| Длина самолета (м)               | 6,96           | 6,96           | 6,96           | 6,96           | 6,96           | 7,22            |
| Площадь крыла (м²)               | 13,60          | 13,60          | 14,20          | 14,20          | 13,60          | 13,60           |
| Масса пустого самолета (кг)      | 550            | 580            | 598            | 610            | 592            | 650             |
| Максимальная взлетная масса (кг) | 900            | 1000           | 1050           | 1100           | 1000           | 1100            |
| Тип двигателя                    | Lycoming O-235 | Lycoming O-320 | Lycoming O-320 | Lycoming O-360 | Lycoming O-360 | Lycoming IO-360 |
| Мощность (л. с.)                 | 118            | 160            | 160            | 180            | 180            | 200             |
| Максимальная скорость (км/ч)     | 241            | 265            | 271            | 278            | 270            | 270             |
| Крейсерская скорость (км/ч)      | 215            | 215            | 245            | 260            | 230            | 250             |
| Практическая дальность (км)      | 928            | 860            | 1530           |                |                |                 |